# Obecna
Obecna – czwarty album studyjny polskiej piosenkarki Lanberry. Wydawnictwo ukazało się 25 listopada 2022 nakładem wytwórni muzycznej Agora.
Album jest utrzymany w stylu muzyki pop. Składa się z wersji standardowej (1 CD).
Nagrania były promowane singlami: „Nocny express”, „Niewygodnie”, „Niedziela”, „List”, „Okna bez firanek” i „Waniliowe”.

## Lista utworów
Opracowano na podstawie materiału źródłowego.
| Obecna – Wersja standardowa | Obecna – Wersja standardowa     | Obecna – Wersja standardowa                                              | Obecna – Wersja standardowa                                              | Obecna – Wersja standardowa |
| Nr                          | Tytuł utworu                    | Słowa                                                                    | Muzyka                                                                   | Długość                     |
| --------------------------- | ------------------------------- | ------------------------------------------------------------------------ | ------------------------------------------------------------------------ | --------------------------- |
| 1.                          | „Taniec z ogniem”               | Małgorzata Uściłowska, Robert Krawczyk                                   | Małgorzata Uściłowska, Robert Krawczyk                                   | 2:57                        |
| 2.                          | „Nocny express”                 | Małgorzata Uściłowska, Dominic Buczkowski-Wojtaszek, Patryk Kumór        | Małgorzata Uściłowska, Dominic Buczkowski-Wojtaszek, Patryk Kumór        | 2:37                        |
| 3.                          | „Niewygodnie”                   | Małgorzata Uściłowska, Maurycy Żółtański                                 | Małgorzata Uściłowska, Maurycy Żółtański                                 | 2:43                        |
| 4.                          | „Niedziela”                     | Małgorzata Uściłowska, Jakub Krupski, Monika Wydrzyńska                  | Małgorzata Uściłowska, Jakub Krupski, Monika Wydrzyńska                  | 3:03                        |
| 5.                          | „Debiutuję”                     | Małgorzata Uściłowska, Jakub Krupski, Monika Wydrzyńska                  | Małgorzata Uściłowska, Jakub Krupski, Monika Wydrzyńska                  | 3:19                        |
| 6.                          | „Waniliowe”                     | Małgorzata Uściłowska, Karol Serek, Monika Wydrzyńska, Paweł Wawrzeńczyk | Małgorzata Uściłowska, Karol Serek, Monika Wydrzyńska, Paweł Wawrzeńczyk | 2:49                        |
| 7.                          | „Królewna”                      | Małgorzata Uściłowska, Monika Wydrzyńska, Jakub Krupski                  | Małgorzata Uściłowska, Monika Wydrzyńska, Jakub Krupski                  | 2:55                        |
| 8.                          | „Plansza”                       | Małgorzata Uściłowska, Monika Wydrzyńska, Jakub Krupski                  | Małgorzata Uściłowska, Monika Wydrzyńska, Jakub Krupski                  | 3:08                        |
| 9.                          | „Nocny Express (Piano Version)” | Małgorzata Uściłowska, Dominic Buczkowski-Wojtaszek, Patryk Kumór        | Małgorzata Uściłowska, Dominic Buczkowski-Wojtaszek, Patryk Kumór        | 2:48                        |
| 10.                         | „Okna bez firanek”              | Małgorzata Uściłowska, Monika Wydrzyńska, Jakub Krupski                  | Małgorzata Uściłowska, Monika Wydrzyńska, Jakub Krupski                  | 3:07                        |
| 11.                         | „List”                          | Małgorzata Uściłowska, Robert Krawczyk                                   | Małgorzata Uściłowska, Robert Krawczyk                                   | 3:22                        |
| 12.                         | „Post scriptum”                 | Małgorzata Uściłowska, Jakub Krupski                                     | Małgorzata Uściłowska, Jakub Krupski                                     | 4:31                        |
|                             |                                 |                                                                          |                                                                          | 37:19                       |